# Spada nella roccia

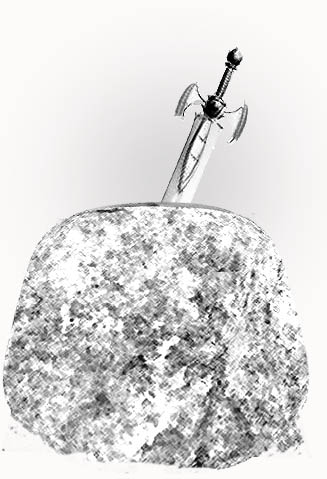
Rappresentazione artistica della spada nella roccia

In alcune opere del ciclo arturiano, la spada nella roccia è una spada magica conficcata in una roccia (o talvolta in un'incudine). Viene spesso identificata con la spada Excalibur, specie nelle versioni recenti del mito arturiano, sebbene in numerose opere del ciclo le due spade siano distinte.

## Storia
La versione in cui Artù estrae la spada dalla roccia apparve per la prima volta nel racconto in versi francese Merlino, di Robert de Boron (fine XII secolo – inizio XIII secolo), ma l'autore inglese sir Thomas Malory, ne La morte di Artù (1485), scrisse che la spada che lui aveva estratto dalla roccia non è Excalibur, poiché Artù aveva rotto la sua prima spada in uno scontro con re Pellinor ed aveva solo dopo ricevuto Excalibur dalla Dama del Lago come spada sostituta. La rottura della prima spada viene affermata anche nella francese Suite du Merlin (Prosa di Merlino), del 1240 circa.

## Altre spade nella roccia
La "spada nella roccia" sembra comparire anche nella storia italiana, per esempio nella vita di San Galgano (1150 ca.-1181). Nella cappella di San Galgano, nel comune di Chiusdino in provincia di Siena, è conservata la spada che il santo avrebbe capovolto e lasciato infissa in segno di rinuncia alla vita di cavaliere; è necessario precisare, tuttavia, che le fonti agiografiche primarie (il processo di canonizzazione e le più antiche biografie redatte fra la metà del XIII secolo e la metà del XIV secolo) affermano che la spada fu dal santo piantata in terra e non in una roccia.
Troviamo riferimenti ad una "spada nella roccia" anche in un antichissimo racconto della tradizione erculea: Servio, nel suo celebre commento all'Eneide di Virgilio, ricorda che Ercole, volendo dimostrare il proprio valore, conficcò una sbarra di ferro nel suolo e che nessuno riuscì poi a estrarla se non lui stesso; dal foro prodottosi fuoriuscì un'immensa massa d'acqua che formò poi il lago del Cimino, oggi detto di Vico o di Ronciglione, sui Monti Cimini, nel Viterbese. A Sant'Angelo di Roccalvecce, frazione di Viterbo, detto il Borgo delle fiabe per i suoi murales fiabeschi, c'è una spada piantata in una roccia a ricordare la leggenda arturiana.
Ve ne sono altre in Lombardia: conficcata in uno sperone di roccia sulle sponde del Lago del Barbellino, in provincia di Bergamo; nel Lazio: sul Monte Terminillo, legata alla storia dei Cavalieri Templari; in Liguria: sul monte Gifarco, legata anch'essa alla tradizione di San Galgano e alle crociate; in Veneto: a Tonezza del Cimone lungo il sentiero di Excalibur; nelle Marche: a Grotte Sotto le Noci, antico borgo del feudo dei conti Rovellone.
Nell'archeologia sarda sono state trovate in svariati siti  alcune spade conficcate nella roccia dai guerrieri nuragici o shardana: alcuni esempi si trovano presso la fonte sacra di Su Tempiesu a Orune, a Sa Sedda 'e Sos Carros e ad Abini (Teti) in provincia di Nuoro, a Su Mulinu di Villanovafranca e Su Scusorgiu di Villasor, nel basso Campidano.

## Influenza culturale
- La spada nella roccia (1938) è un romanzo di T. H. White, in cui si descrive come Artù diventi re liberando la spada conficcata.
- La spada nella roccia (1963) è l'adattamento cinematografico a cartoni animati di Walt Disney del romanzo di White.
- In vari episodi della serie videoludica The Legend of Zelda, il protagonista Link deve estrarre da un piedistallo una spada leggendaria, la Master Sword, che ha il potere di sconfiggere il male.
- Il romanzo L'ultima legione (2002), di Valerio Massimo Manfredi, ed il film che ha ispirato (2007, di Doug Lefler) fondono Excalibur (la spada nella roccia) con la spada di Giulio Cesare, creando un ponte tra la Storia romana ed il ciclo bretone, in cui Romolo Augusto diviene Uther Pendragon.